# Universiti Teknologi MARA
L'universiti Teknologi MARA est une université publique basée à Shah Alam en Malaisie, qui n'acceptent que des Bumiputeras. Elle est fondée en 1956 sous le nom de RIDA Training Centre, avec une cinquantaine d'étudiants pour se concentrer sur l'aide des Malaisiens ruraux.